# Maculinea pallidior
Maculinea pallidior är en fjärilsart som beskrevs av Schultz 1906. Maculinea pallidior ingår i släktet Maculinea och familjen juvelvingar. Inga underarter finns listade i Catalogue of Life.